# Ослонкі
Ослонкі (пол. Osłonki) — село в Польщі, у гміні Осенцини Радзейовського повіту Куявсько-Поморського воєводства.
Населення — 165 осіб (2011).
У 1975-1998 роках село належало до Влоцлавського воєводства.

## Демографія
Демографічна структура станом на 31 березня 2011 року:
|          | Загалом | Допрацездатний вік | Працездатний вік | Постпрацездатний вік |
| -------- | ------- | ------------------ | ---------------- | -------------------- |
| Чоловіки | 83      | 22                 | 56               | 5                    |
| Жінки    | 82      | 17                 | 43               | 22                   |
| Разом    | 165     | 39                 | 99               | 27                   |